# Danh sách máy bay của Imperial Airways
Imperial Airways là một hãng hàng không quốc gia của Vương quốc Anh từ năm 1924 đến 1939. Hãng sử dụng rất nhiều các loại máy bay bao gồm:
- Armstrong Whitworth Argosy (1926)
- Armstrong Whitworth Atalanta (1931)
- Armstrong Whitworth Ensign (1938)
- Avro 618 Ten (1930)
- Avro 652 (1935)
- Boulton Paul P.71A (1934)
- de Havilland DH.34 (1924)
- De Havilland DH.50 (1924)
- de Havilland DH.61 Giant Moth
- de Havilland DH.66 Hercules (1926)
- de Havilland DH.86 (1934)
- de Havilland DH.91 Albatross (1938)
- Handley Page H.P.42 (1931)
- Handley Page W8B (1924)
- Handley Page W8F (1924)
- Handley Page W9 (1926)
- Handley Page W10 (1926)
- Short S.23 Empire (1936)
- Short S.26 (1939)
- Short S.30 Empire (1938)
- Short S.8 Calcutta (1928)
- Short Kent (1931)
- Short Scylla (1934)
- Short Mayo Composite (1938)
- Supermarine Sea Eagle (1924)
- Supermarine Southampton (1929)
- Supermarine Swan (1925)
- Vickers Velox (1934)
- Vickers Vimy Commercial (1924)
- Vickers Vulcan (1924)
- Westland Wessex (1929)